# Orle Gniazdo (województwo lubelskie)
Orle Gniazdo – kolonia w Polsce położona w województwie lubelskim, w powiecie łukowskim, w gminie Krzywda.
Administracyjnie wieś wchodzi w skład sołectwa Drożdżak.
W latach 1975–1998 miejscowość administracyjnie należała do województwa siedleckiego.
Wierni wyznania rzymskokatolickiego należą do parafii Podwyższenia Krzyża Świętego w Adamowie.

## Historia
Wieś występuje w „Skorowidzu Królestwa Polskiego, czyli Spisie alfabetycznym miast, wsi, folwarków, kolonii i wszystkich nomenklatur w guberniach Królestwa Polskiego” z roku 1877 – Spis Zinberga, jak również w opisie dóbr Radoryż Szydłowski jako nomenklatura folwarku Radoryż.